# Selva mosaico costera de Inhambane
La selva mosaico costera de Inhambane es una ecorregión de la ecozona afrotropical, definida por WWF, que se extiende entre Tanzania y Mozambique y que forma parte de la selva costera oriental africana.

## Descripción
Es una ecorregión de selva lluviosa que cubre un área de 144.800 kilómetros cuadrados en una franja de unos 50 kilómetros de anchura a lo largo de 2200 kilómetros de la costa del océano Índico, desde el río Lukuledi, en el sur de Tanzania, hasta el río Changane, cerca de las bocas del Limpopo, en el sur de Mozambique.
Algunos pequeños enclaves aislados en las estribaciones de las montañas del oeste de Mozambique, Malaui y Zimbabue también se incluyen en esta ecorregión, así como varias islas de Mozambique.

## Flora
La vegetación es un mosaico de sabana arbolada, selva, matorral, pantanos y vegetación litoral. En algunas bahías abrigadas y desembocaduras de ríos, hay una transición a vegetación de manglar.

## Fauna
La biodiversidad de la ecorregión es muy poco conocida por la prolongada guerra civil en Mozambique.

## Endemismos
Sólo se conoce un mamífero endémico, la ardilla Paraxerus vincenti, que sólo se encuentra en el monte Namuli, en Mozambique. 
También hay 18 especies endémicas de reptiles, y un anfibio: el sapo Stephopaedes loveridgei.

## Estado de conservación
En peligro crítico. La principal amenaza para la ecorregión es la desaparición de los bosques para madera y para agricultura.